# Daniel Reule
Daniel Reule (* 2. Mai 1983 in Neuenbürg) ist ein deutscher ehemaliger Fußballspieler.
Seine bisher größten sportlichen Erfolge waren der Titel des Torschützenkönigs der Oberliga Baden-Württemberg in der Saison 2003/04 und der Meistertitel der Oberliga Baden-Württemberg in der Saison 2010/11.

## Vereine
Vor der Saison 2003/04 wechselte Reule vom VfR Pforzheim zur Amateurmannschaft des Karlsruher SC. Er bestritt aber auch für die erste Mannschaft des KSC sieben Spiele in der 2. Bundesliga. 2005 ging Reule in die Regionalliga Süd zur TSG 1899 Hoffenheim und wurde in dieser Saison an 1. FC Kaiserslautern II ausgeliehen. Er wechselte 2007 von der TSG Hoffenheim zum SV Waldhof nach Mannheim. Nach nur einer Saison beim Waldhof wurde sein Vertrag nicht verlängert und er wechselte zum FC Nöttingen in die Oberliga, wo er in der Hinrunde zwölf Tore erzielte. Zur Rückrunde der Saison 2008/09 verpflichtete ihn der Regionalligist SSV Reutlingen 05, dort erhielt Reule vorerst einen Vertrag bis Saisonende.
Zur Saison 2009/10 wechselte Daniel Reule wieder zum SV Waldhof Mannheim. Vorerst erhielt er einen Einjahresvertrag beim SV Waldhof Mannheim, welcher in dieser Saison erstmals in der Regionalliga West spielte. Nach dem Zwangsabstieg des SV Waldhof in die Oberliga schloss sich Reule den Stuttgarter Kickers an und erhielt dort einen Einjahresvertrag mit Option. Am 28. Oktober 2010 gaben die Stuttgarter Kickers bekannt, dass Reule aus disziplinarischen Gründen nur noch in der Oberliga-Mannschaft zum Einsatz kommen wird. In der Winterpause 2010/11 kehrte Daniel Reule erneut zum SV Waldhof Mannheim zurück. Am letzten Spieltag sicherte Reule mit einem Hattrick im Spiel gegen den FV Illertissen dem SV Waldhof den direkten Aufstieg in die Fußball-Regionalliga. Ein paar Tage vor diesem Spiel gab der Verein bekannt, dass der Vertrag mit Reule um ein weiteres Jahr bis 2012 verlängert wurde. 2011 wurde Reule auf Platz 2 beim Tor des Monats August gewählt.
Am 5. April 2012 wurde Daniel Reule im Vorfeld des Regionalligaspiels gegen FSV Frankfurt II für sein hundertstes Ligaspiel für den SV Waldhof ausgezeichnet. Insgesamt konnte er in 111 Spielen 45 Tore für den SV Waldhof erzielen.
Zur Saison 2012/13 wechselte Reule zum baden-württembergischen Oberligisten TSV Grunbach, dort erhielt der Torjäger einen Vertrag bis 2015, der allerdings im Dezember 2012 wieder aufgelöst wurde. Seit Januar 2013 spielte er beim SV Kickers Pforzheim. Mit dem Landesligisten stieg er in die Verbandsliga Baden auf und schaffte in der folgenden Saison 2013/14 den Durchmarsch in die Oberliga.
Im August 2015 wechselte er zum 1. FC Ispringen in die A-Liga. Zur Saison 2018/19 wechselte Reule zum FV Lienzingen in die A-Liga. In der Winterpause der Saison 2018/19 wechselte Reule zum 1. CfR Pforzheim in die Oberliga Baden-Württemberg. Es folgten weitere Wechsel zum unterklassigen 1. FC Alemannia Hamberg im Juli 2019 sowie zurück zum 1. FC Ispringen im Januar 2020. In Ispringen ist er noch als Spieler aktiv, war aber zuletzt auch als Co-Trainer tätig.